# 도안카인
도안카인(베트남어: Đoan Khánh / 端慶 단경 / 1505년 ~ 1509년 12월)은 베트남 후 레 왕조(後黎朝) 위목제(威穆帝) 레뚜언(黎誼)의 연호이다.

## 개원
- 타이찐(泰貞) 원년 12월 14일[1](율리우스력 1505년 1월 18일)에 연호를 도안카인(端慶)으로 정하고, 다음 해 1월 1일[2](율리우스력 1505년 2월 4일)에 개원함.[3][4]

- 도안카인(端慶) 5년 12월 4일[5](율리우스력 1510년 1월 13일)에 연호를 홍투언(洪順)으로 개원함.[3][4]

## 연대 대조표
| 도안카인 | 서기(西紀) | 간지(干支) | 명나라 연호     |
| 원년     | 1505년     | 을축(乙丑) | 홍치(弘治) 18년 |
| 2년      | 1506년     | 병인(丙寅) | 정덕(正德) 원년 |
| 3년      | 1507년     | 정묘(丁卯) | 정덕 2년        |
| 4년      | 1508년     | 무진(戊辰) | 정덕 3년        |
| 5년      | 1509년     | 기사(己巳) | 정덕 4년        |

## 동시대 연호

### 중국
명(明)
- 홍치(弘治) (1488년 ~ 1505년)
- 정덕(正德) (1506년 ~ 1521년)

### 일본
- 에이쇼(永正) (1504년 ~ 1521년)

## 같이 보기
- 베트남의 연호